# Caryota kiriwongensis
Caryota kiriwongensis är en enhjärtbladig växtart som beskrevs av Donald R. Hodel. Caryota kiriwongensis ingår i släktet Caryota och familjen Arecaceae. Inga underarter finns listade i Catalogue of Life.